# Den Nationale Fotosamling
Den Nationale Fotosamling er et fotomuseum i København. Museets samlinger er baseret på en del af Det Kgl. Biblioteks kort- og billedsamling, der blev valgt ud på grund af kunstnerisk værdi eller fotohistorisk betydning. Museet blev navngivet som Det Nationale Fotomuseum i 1996 under ledelse af Ingrid Fischer Jonge, og fik udstillingslokaler i bygningen Den Sorte Diamant, da den var færdigbygget i 1999. Museet skiftede navn til Den Nationale Fotosamling i 2020.
Samlingen rummer ca. 50.000 værker opdelt i samlinger for dansk og udenlandsk fotografi samt mange særsamlinger og strækker sig tilbage til 1839. Museet har Skandinaviens største daguerreotypisamling og en stor albumsamling. Der er desuden en betydelig samling af samtidsfotografier, som løbende forøges.
Man påbegyndte i 2008 en digitalisering af samlingen. De digitaliserede værker er tilgængelige via museernes fælles database, Kunstindeks Danmark. Da samlingen består af stærkt lysfølsomme genstande vises eksempler fra den kun frem i kortere perioder i udstillinger. Digitaliseringen er dermed et vigtigt led i, at interesserede borgere kan få adgang til samlingen.
Samlingen rummer værker af en række internationale og danske mestre som fx Julia Margaret Cameron, Cecil Beaton, Henri Cartier-Bresson, Richard Avedon, Tracey Moffatt, Martin Parr, Nan Goldin, Hiroshi Sugimoto, Andreas Gursky, Candida Höfer, Shirana Shahbazi, Jette Bang, Jesper Høm, Viggo Rivad, Gregers Nielsen, Tove Kurtzweil, Jørgen Schytte, Marianne Grøndahl, Krass Clement, Kirsten Klein, Per Bak Jensen, Joachim Koester, Peter Lind, Olafur Eliasson, Ann Lislegaard, Joachim Ladefoged, Søren Lose, Katya Sander, Trine Søndergaard, Nikolai Howalt og Astrid Kruse Jensen.